# Adolfo Ramírez
Adolfo Ramírez Malla (ur. 25 marca 1922 w Zárate) – argentyński zapaśnik walczący w obu stylach. Dwukrotny olimpijczyk. Odpadł w eliminacjach w Londynie 1948 i Helsinkach 1952 w wadze 87 kg w stylu klasycznym i w tej samej wadze w stylu wolnym na olimpiadzie w Helsinkach 1952. Złoty medalista na igrzyskach panamerykańskich w 1951 roku.